# Alberto Oviedo
Alberto Oviedo (Junín, Buenos Aires, Argentina, 1953 - ibídem, 11 de febrero de 2014) fue un cantautor y guitarrista folclórico argentino de una amplia trayectoria.

## Carrera
Oviedo se inició desde muy chico en el ámbito del género del folclore. Fue uno de los propulsores del llamado folclore romántico de los 90. Parnaso Record fue el sello que editó su primer trabajo, cuando tenía apenas 15 años. Luego se unió a Los Gauchos de Güemes, con quienes grabó tres LP en RCA Victor, recorriendo la Argentina y países limítrofes. 
A lo largo de su trayectoria grabó los álbumes Alberto Oviedo: Folklorista (1988), Raíces y Alas, Corazón en llamas (1995- Sony Music) con arreglos y dirección musical de Gabriel Senanes, Camino al amor (1996) y Hachazos (1998-1999), Para que tú me quieras, entre otros.
En el escenario tuvo el agrado de compartir sus actuaciones con figuras como Mercedes Sosa, Argentino Luna, Horacio Guarany, Eduardo Falú y Yamila Cafrune (hija del recordado Jorge Cafrune). También fue un gran amigo del humorista cordobés Carlos el Negro Álvarez.
Entre marzo y mayo de 2006, junto al Poeta Escritor Carlos Morris, grabó Pescadores de Perlas, historias y canciones de amor.
Como todo folcloristas participó de los festivales más importantes del país como Cosquín, Baradero, Olavarría y Jesús María. En el '98 dejó la calidad interpretativa acostumbrada y cantó junto a "Chochi" Duré en el acordeón su antológica versión del carnaval cruceño, Amor Salvaje.
Formó parte del elenco del programa televisivo semanal "La Fama es puro Cuento" conducido por Juan Imperial y en el que participaban entre otros Horacio Molina, Ricardo "chiqui" Pereyra, Calígula, Gaby  "la voz sensual del tango" y el bandoneonista Leopoldo Federico, producido por José Valle para la TV Pública (canal 7) en el año 2012

## Temas populares
- El Cristo de los villeros
- Jazmín de luna
- Cenizas
- Tendrás un altar
- A Don Horacio Guarany
- Polvo en el viento
- Grito verde (zamba)
- La sombra del reñidero (festejo)
- Pilmaiquen (canción)
- Gusto a boliches (zamba)
- Alba Llalek (canción)
- María de siempre (zamba)
- A Venezuela (joropo)
- La lluvia de la ciudad (chamamé)
- Ángel de barro (canción)
- Ritual mataco (danza mataca)
- Alfarera de la vida (canción)
- Del corazón para afuera (milonga)[3]

## Premios y nominaciones
- Participó y ganó en el rubro “El mejor entre los mejores” del "IV Festival de Programas Musicales de Radio" con el disco Raíces y Alas, que se realizó en la ciudad de Shanghái.
- En Continental (1993), fue nominado para los Premios ACE en el rubro "Solista Folklórico".[4]
- Galardonado por su trayectoria en el Salón de los Pasos Perdidos en el Congreso de la Nación el Jueves 5 de diciembre de 2013,se trató de una iniciativa del empresario y productor cultural José A. L. Valle que en conjunto con el Centro de Estudios y Difusión de la Cultura Popular Argentina (CEDICUPO), la diputada nacional Virginia Linares y la adhesión del presidente de la Cámara de Diputados de la Nación Julián Domínguez

## Fallecimiento
El cantor folclórico Alberto Oviedo murió a las 20.45 del martes 11 de febrero de 2014 a los 60 años, luego de estar tres días con muerte cerebral luego de un episodio de ACV. Sus restos fueron cremados y descansan en el panteón de SADAIC en el Cementerio de la Chacarita.